# Кунгелв
Кунгелв (швед. Kungälv) град је у Шведској, у југозападном делу државе. Град је у оквиру Вестра Јеталанд округа и једно од значајнијих средишта округа. Кунгелв је истовремено и седиште истоимене општине.
Кунгелв је данас северно предграђе Гетеборга.

## Природни услови
Град Кунгелв се налази у југозападном делу Шведске и Скандинавског полуострва. Од главног града државе, Стокхолма, град је удаљен 490 км југозападно. Од првог већег града, Гетеборга, град се налази свега 20 км северно.
Кунгелв се развио близу обале Скагерака, великог залива Северног мора. Град се сместио у невеликој долини реке Јете Алв. Градско подручје је бреговито, са надморском висином од 5-30 м.

## Историја
Подручје Кунгелва било је насељено још у време праисторије. У 11. веку овде се, према предањима, јавља сртедиште тадашње норвешке државе. У то време овде је изграђена тврђава Бохус. Већ у првој половини 12. века она је срушена од стране бродова Шчећина. После тога насеље је више векова било без већег значаја.
Од средине 20. века Кунгелв се, услед ширења градског подручја Гетеборга, почео нагло развијати и данас је прерастао у његово велико предграђе.

## Становништво
Кунгелв је данас град средње величине за шведске услове. Град има око 22.000 становника (податак из 2010. г.), а градско подручје, тј. истоимена општина има око 42.000 становника (податак из 2012. г.). Последњих деценија број становника у граду брзо расте.
До средине 20. века Кунгелв су насељавали искључиво етнички Швеђани. Међутим, са јачањем усељавања у Шведску, становништво града је постало шароликије.

## Привреда
Данас је Кунгелв савремени град са посебно развијеном индустријом. Последње две деценије посебно се развијају трговина, услуге и туризам.

## Збирка слика
- Тврђава Бохус
- Средишњи део Кунгелва
- Главна градска црква
- Ново стамбено насеље